# Klappmesser (Sport)

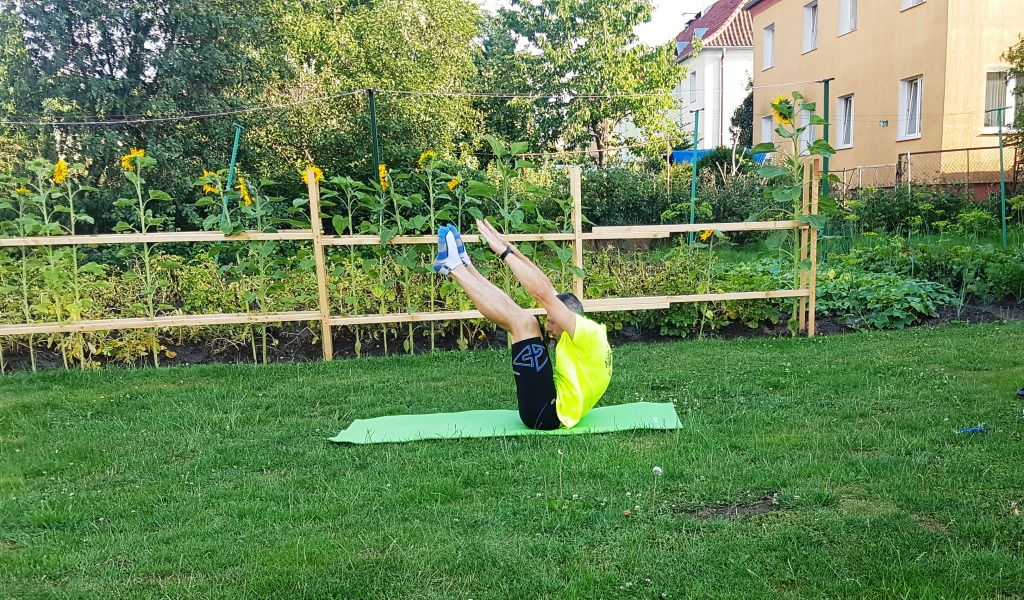
Klappmesser – das Zusammenklappen

Ausführung der Übung

Als Klappmesser wird eine sportliche Übung zum Training der Bauchmuskeln bezeichnet. Der Name rührt von der Ausführung her – sie erinnert an das Zusammenklappen eines Taschenmessers.

## Ausführung
Man legt sich mit dem Rücken auf den Boden. Die Arme werden dabei in Kopfrichtung ausgestreckt. Nun hebt man die weiterhin gestreckten Beine in die Höhe und führt gleichzeitig die Arme über den Kopf in Richtung der Beine. Der Körper wird sozusagen ‚zusammengeklappt‘. Nachdem man diesen Punkt erreicht hat, werden Arme und Beine wieder in ihre Ausgangslage gebracht, und man ist bereit für eine erneute Wiederholung.

## Kritik
Teilweise wird das Bauchmuskeltraining mithilfe des ‚Klappmessers‘ nicht (mehr) empfohlen, da bei zu schwacher Bauchmuskulatur die Lendenwirbelsäule zu stark belastet wird. Des Weiteren wird bei dieser Übung der größte Teil der Arbeit von der Hüftbeugemuskulatur geleistet. Zusammenfassend kann diese Übung als veraltet und unfunktional (d. h. nicht für den Zweck, überwiegend die Bauchmuskeln zu trainieren, geeignet) bezeichnet werden. Eine bessere Alternative ist das Bauchpressen.